# Gzim Istrefi
Gzim Istrefi, född 18 december 1991 i Mitrovica, Kosovo, är en svensk fotbollsspelare. Han har även spelat för Libertà Futsal Club i Svenska Futsalligan.

## Klubbkarriär
Istrefi är av albansk härkomst men kom med sin familj till Sverige 1992 när han bara var ett år gammal. Istrefis moderklubb är Stenungsunds IF, där han började spela när han var 9–10 år gammal. Han debuterade för A-laget i division 3 som 14-åring och som 15-åring lämnade han för Carlstad United. Han spelade 63 matcher och gjorde 10 mål för Carlstad.
Den 3 december 2010 skrev Istrefi på ett kontrakt på tre år för Gais. Han debuterade i en träningsmatch i Color Line Cup mot norska IK Start, där han även kvitterade till 2–2. Han debuterade för Gais i Allsvenskan i en match mot Mjällby AIF den 28 augusti 2011, när han i den 81:a minuten byttes in mot Eric Bassombeng.
Han lånades säsongen 2012 ut till Ljungskile SK. Ljungskile valde dock i juli att inte förlänga hans lånesejour och han fick återvända till Gais. I början av februari gick Istrefi och Gais skilda vägar efter ha brutit hans kontrakt.
I mars 2013 skrev Istrefi på för division 1-klubben Dalkurd FF. I augusti 2013 återvände Istrefi till Carlstad United. I februari 2014 blev han klar för Carlstad Uniteds seriekonkurrent, Karlstad BK. Han spelade 21 matcher och gjorde 10 mål under säsongen 2014. Istrefi gjorde under säsongen 2015 fem mål på 14 matcher.
I mars 2016 värvades Istrefi av Norrby IF, där han skrev på ett tvåårskontrakt. I januari 2019 återvände Istrefi till moderklubben Stenungsunds IF. Han spelade för klubben fram till 2022 och representerade under det året även klubbens andralag i division 5. 2023 spelade Istrefi för Svenshögens SK i division 5.

## Landslagskarriär
Istrefi debuterade för Albaniens U21-landslag den 30 maj 2011 i en 5–0 bortaförlust mot Nederländernas U21-landslag.